# Angiolina Gobbi
Angiolina Gobbi (Verona, 30 aprile 1958) è una doppiatrice e direttrice del doppiaggio italiana.

## Doppiaggio

### Film
- Emmanuelle Seigner in Backstage
- Stephanie Jacobsen in Devil's Tomb - A caccia del diavolo[1]
- Caroline Veyt in The Room[2]
- Annalura Di Luggo in Maicol Jecson[3]

### Film d'animazione
- Flyl in Advancer Tina[4]

### Serie televisive
- Elizabeth Hess in Clarissa[5]  (1ª edizione)
- Lani Billard in Siete pronti?[6]
- Emma Snow in Pugwall[7]
- Julie Khaner in Street Legal[8]
- Camille Sullivan in Shattered[9]

### Soap opera e Telenovelas
- Margarita Hernández in I diamanti della morte[10]
- Kate Raison in Wandin Valley[11]
- Alexandra Wescourt in Watch Over Me[12]
- Jeannette Rodríguez Delgado in La signora in rosa,[13] Cristal[14]
- Maricarmen Regueiro in Mansion de Luxe[15]
- Astrid Carolina Herrera Irrazábal in Vita mia[16]

### Serie animate
- Sally Brown e Pig Pen in The Charlie Brown and Snoopy Show[17]
- Chuckie Finster, Nonna Minka e Didi Pickles in Rugrats[18]  (1ª ediz.)
- Aurora e Bambù in Prezzemolo[19]
- Regina Elsa in Twin Princess - Principesse gemelle[20]
- Me-chan ne Il girotondo rotondo di Onchan[21]
- Babù e voce narrante ne Il mondo di Leo

### Videogiochi
- Sayaka in Ape Escape 3[22] (2005)
- Heather ne La gang del bosco[23] (2006)
- Personaggi minori ne Il padrino[24] (2006)
- Professoressa Sprite e Mirtilla Malcontenta in Harry Potter e l'ordine della Fenice[25] (2007)
- Marie D'Artois in Anno 1404[26] (2009)
- Voce tutorial in Need for Speed: Hot Pursuit[27] (2010)
- Delphine e Astrid in The Elder Scrolls V: Skyrim[28] (2011)
- Kala, Laila e Sorella Melana in Diablo III[29] (2012)
- Voce navigatore in Need for Speed: Rivals[30] (2013)
- Mary Catskill in Watch Dogs 2[31] (2016)
- Presentatrice e intervistatrice in F1 23 (2023)[32]

## Direttrice del doppiaggio

### Videogiochi
- Prezzemolo in una giornata da incubo
- The Westerner